# Floreffe
Floreffe (en wallon Florefe) est un village en bord la Sambre, à la sortie de Namur, en province de Namur (Belgique). Administrativement c'est une commune francophone de Belgique issue de la fusion en 1977 de Floreffe, 
sauf le lieudit "Lakisse" fusionné avec Profondeville, Floriffoux, Franière et Soye (Région wallonne de Belgique).

## Géographie

### Hydrographie
La Sambre, un très important affluent de la Meuse, donne à la commune de Floreffe une dénivellation importante variant entre 83 mètres (à l'écluse de Floriffoux) et 258 m (route royale sur la N928 à la sortie du bois de la Haute Marlagne). Cette différence est particulièrement perceptible durant les hivers : les chutes de neige sont nettement plus présentes sur les hauteurs que dans le village même.

### Sections de commune

Localisation de Floreffe dans la commune

Les villages et anciennes communes de Floriffoux et Soye, sur la rive gauche de la Sambre, et Franière et Floreffe sauf le lieu-dit Lakisse rattaché à Profondeville (sur la rive droite) formèrent en 1977 la nouvelle entité de Floreffe.
| # | Nom        | Superficie (km²) | Habitants (2020) | Habitants par km² | Code INS |
| - | ---------- | ---------------- | ---------------- | ----------------- | -------- |
| 1 | Floreffe   | 17,52            | 3.869            | 221               | 92045A   |
| 2 | Franière   | 7,45             | 1.910            | 256               | 92045B   |
| 3 | Soye       | 7,67             | 1.129            | 147               | 92045C   |
| 4 | Floriffoux | 6,47             | 1.239            | 191               | 92045D   |

#### Villages de l'entité
L'entité de Floreffe possède 6 villages dont lui-même avec Buzet et Sovimont.

### Communes limitrophes
|                    | Namur           |               |
| Jemeppe-sur-Sambre | Floreffe        | Namur         |
|                    | Fosses-la-Ville | Profondeville |

## Population

### Démographie: Avant la fusion des communes
- Source: DGS recensements population

### Démographie: Commune fusionnée
En tenant compte des anciennes communes entraînées dans la fusion de communes de 1977, on peut dresser l'évolution suivante :
Les chiffres des années 1831 à 1970 tiennent compte des chiffres des anciennes communes fusionnées.
- Source: DGS , de 1831 à 1981=recensements population; à partir de 1990 = nombre d'habitants chaque 1 janvier[1]

## Héraldique
|  | La ville possède des armoiries qui lui ont été octroyées le 8 décembre 1992. Les armoiries de Floreffe ont été créées en s'inspirant de celles de l'Abbaye de Floreffe à laquelle le village appartenait à l'origine. Même si la commune de Floreffe avait sollicité ces armoiries dès 1971, elles ne lui furent accordées qu'en 1992. Blasonnement : D'azur à une rose de jardin, tigée et feuillée de quatre pièces, à dextre, et à une lettre capitale F à senestre, le tout d'argent. Source du blasonnement : Heraldy of the World. |

## Politique et administration

### Conseil et collège communal 2024-2030
Ci-dessous, le tableau des résultats des élections communales de 2024.
| Parti | Parti  | Voix (2024) | Voix (2018) | % (2024) | % (2018) | +/-     | Sièges  | +/- | Collège |
| ----- | ------ | ----------- | ----------- | -------- | -------- | ------- | ------- | --- | ------- |
|       | ECOLO+ | 1.288       | 1.433       | 25,63%   | 27,09%   | 1.46 %  | 5 / 19  | 0.0 | Non     |
|       | PS     | 829         | 551         | 16,49%   | 10,42%   | 6.08 %  | 2 / 19  | 1.0 | Non     |
|       | RPF    | 2.909       | 2.230       | 57,88%   | 42,16%   | 15.72 % | 12 / 19 | 3.0 | Oui     |
|       | DéFI   | -           | 1.076       | -        | 20,34%   | 0.0 %   | - / 19  | 4.0 | Non     |
| Total | Total  | 5 026       | 5 290       | 100 %    | 100 %    |         | 19      |     |         |

| Collège communal   |                   |                                           |
| ------------------ | ----------------- | ----------------------------------------- |
| Bourgmestre        | Philippe Vautard  | Les Engagés - Rassemblement pour Floreffe |
| 1er Échevine       | Delphine Monnoyer | Les Engagés - Rassemblement pour Floreffe |
| 2e Échevin         | Benoît Mouton     | Rassemblement pour Floreffe               |
| 3e Échevin         | Philippe Jeanmart | Les Engagés - Rassemblement pour Floreffe |
| 4e Échevin         | Olivier Trips     | Les Engagés - Rassemblement pour Floreffe |
| Présidente du CPAS | Anne Romainville  | Rassemblement pour Floreffe               |

### Liste des bourgmestres de 1830 à aujourd'hui
- André Bodson, de 2007 à 2018, (Clarte-Ecolo-Rassemblement Pour Floreffe (RPF), (cdH)).
- Albert Mabille, de 2018 à 2024, (Ecolo).
- Philippe Vautard, de 2024 à aujourd'hui, (Les Engagés, Rassemblement pour Floreffe).

### Jumelages
- Prata di Pordenone (Italie)
- Frégimont (France)

## Patrimoine et culture

### Patrimoine architectural
- L'ancienne abbaye de Floreffe, une des premières abbayes de l'Ordre des Prémontrés, avec son histoire, architecture et sa bière a donné au village une réputation qui dépasse les limites du Namurois. Les bâtiments sont aujourd'hui occupés par un collège secondaire diocésain.
  - Le Moulin-Brasserie, bâtiment historique qui dépendait de l'abbaye. De nombreux festivals, expositions, foires et brocantes y sont organisés dont le festival annuel Esperanzah!. Édifiée en pierre au XIIIe siècle[4].
  - La ferme de l'abbaye, développée à partir du XVIIe siècle, aujourd'hui en « L » au nord, doublée vers le sud au XVIIIe siècle, d'une seconde ferme en « L » s'étirent de part et d'autre de l'imposant volume de la grange communale du début du XVIIIe siècle[5].
  - L'église abbatiale. Avant la construction de l'église, les offices se célébraient dans une chapelle dénommée « la Salve », consacrée en 1123 et jusqu'à la fin du XVIIe siècle, l'église actuelle date de la fin du XVIIIe siècle[6].
  - La bibliothèque, construite entre 1725 et 1728, sur l'emplacement des anciennes infirmeries sous l'abbé Van Werdt[7].
  - Quartier de l'abbé Van Werdt, érigé en 1725[8].
  - Quartier de l'abbé Darteville[8].
  - Quarter de l'abbé Dufresne, construit en 1782[8].
  - Le colombier, construit sous l'abbatiat de Charles de Severi vers le milieu du XVIIe siècle. L'édifice fait l'objet d'une restauration en 2009 qui a dégagé son assise et restitué au bâtiment son aspect et de son volume d'origine, se dresse au milieu de l'étang, relié à la rive par une passerelle[9].

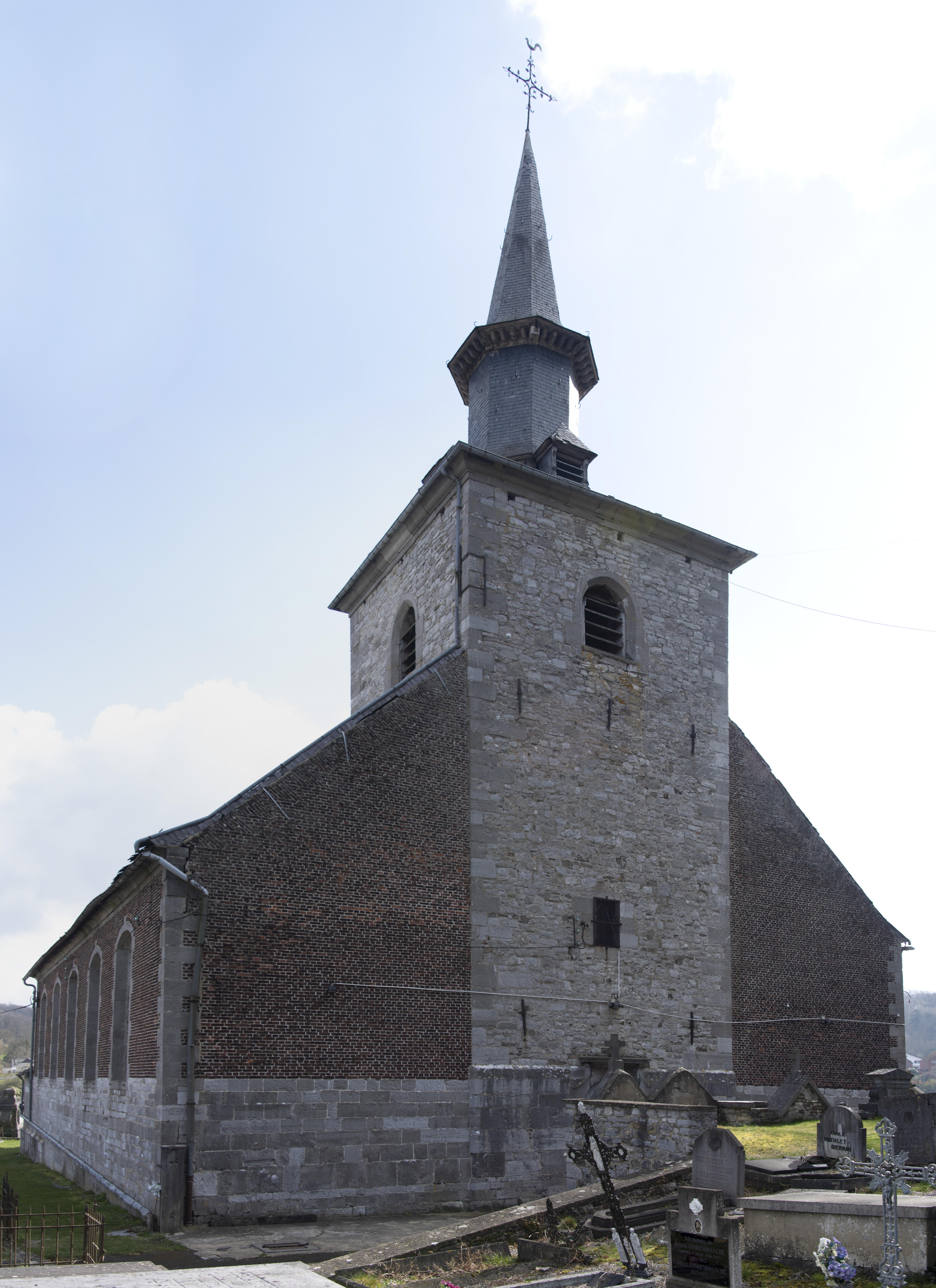
L'église Notre-Dame-du Rosaire.

- Église Notre-Dame du Rosaire. L'église paroissiale entourée de l'ancien cimetière occupe sur la colline une terrasse. Construite en brique et pierre bleue, une tour en calcaire du XVIe siècle, chœur du XVIe siècle et d'une chapelle reliée à la sacristie du XVIe siècle. Les nefs reconstruites entre 1764 et 1791, sous l'abbatiat de Jean-Baptiste Dufresne en style classique[10]. Elle faisait partie de la dot assignée par l'abbaye en 1121, en même temps que d'autres églises dénommées filiales. En 1124, elle est soustraite à l'autorité de l'évêque et placée sous la tutelle de l'abbé de Floreffe[11].
- Chapelle Notre-Dame des Affligés. Reconstruite en 1968 avec les matériaux de la chapelle, édifiée lors de l'épidémie de peste en 1632 et restaurée en 1842 et déplacée à la suite d'une modification de la voirie[5]. Elle se situe rue du Carmel.
- Église Saint-Ghislain. Une chapelle avait été construite en 1765 par l'abbé de Floreffe sur la place de Buzet pour les habitants qui s'étaient éloignés de l'église paroissiale[12]. Édifiée en 1907, en style néo-roman par l'architecte Van Assche[13].
- Église Saint-Joseph. Construite en 1897-1901 en calcaire[14], la paroisse de Sovimont est devenue indépendante en 1897[15].
- Chapelle Sainte-Renelde. Érigée par la famille De Dorlodot en 1901[16].
- La chapelle Saint-Roch se trouve sur les hauteurs du village. Édifice construit en deux phases et bâti en 1632 en l'honneur de saint Roch lors de la peste[17]’[18].
- Le carmel. Construit en 1908, par des carmélites venant de Montélimar à la suite de la loi Waldeck-Rousseau[16]. Il se situe à l'angle de la rue du Carmel et l'avenue Charles de Gaulle (N90).

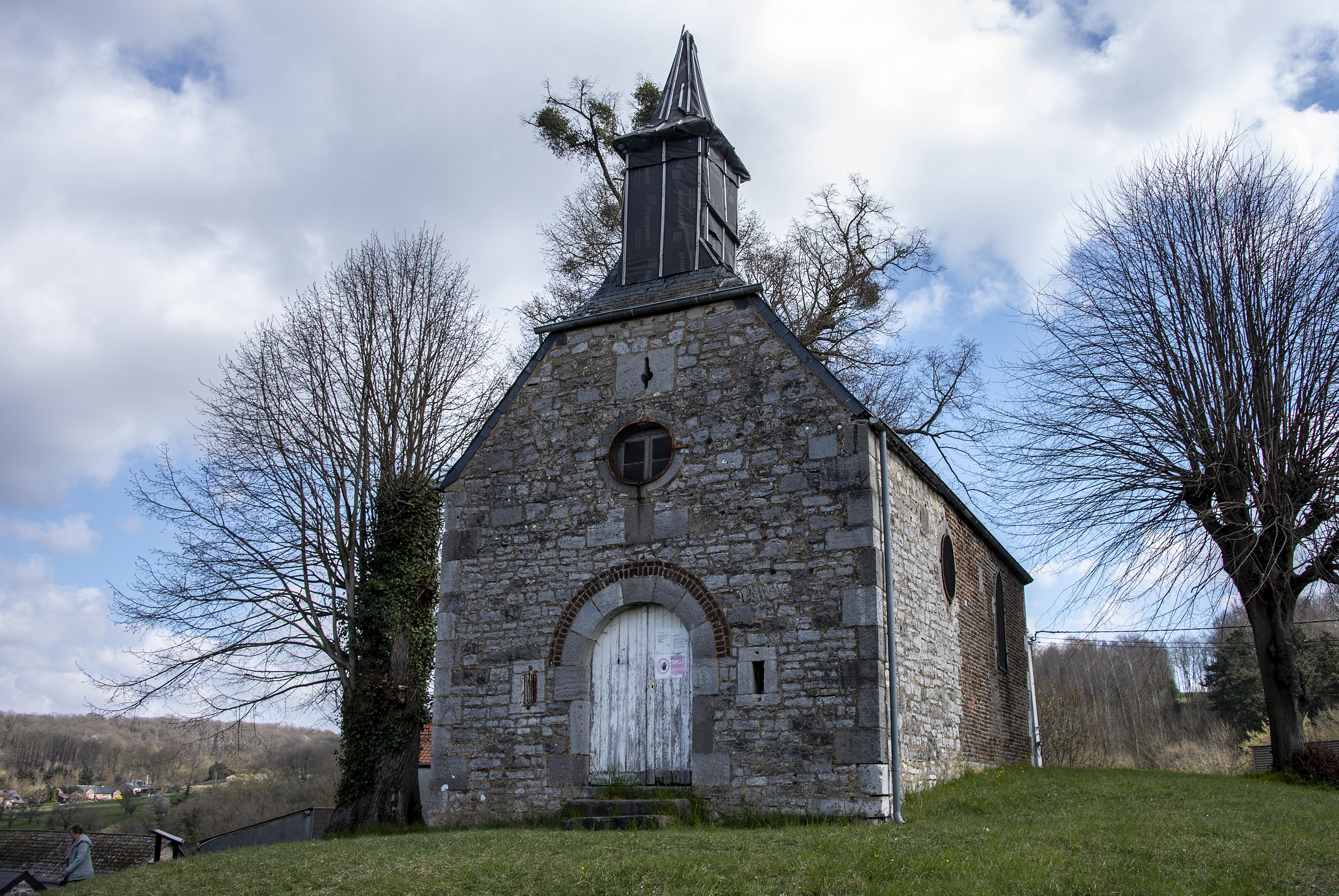
La chapelle Saint-Roch.

- Les grottes. Le château est construit vers 1860 par l'architecte Émile Henkinbrant, d'inspiration médiévale avec fausses ruines et une tourelle[19]. Les grottes ont été découvertes lors du creusement des fondations du château, les grottes été aménagées et ouvertes au tourisme en 1881 tandis que le château, loué faisait d'office d'hôtel. Les grottes sont toujours visitables[19].
- La gare se trouve sur la ligne de chemin de fer reliant Namur à Charleroi. La gare fut la première des six installées sur la ligne entre Namur et Charleroi[20].
- Le château Capelle. Construit en 1902 en pierre de taille[20], actuel maison communale de l'entité de Floreffe.

### Culture et folklore

#### Musée
Musée du CHIP, (Centre Historique Inter Police), dont les collections regroupent uniformes, documents et objets divers retraçant l'histoire des Forces de l'ordre de 1830 à aujourd'hui. Ce musée se trouve dans l'ancienne gendarmerie construite entre 1912 et 1914.

#### Folklore
Chaque année le week-end suivant le 15 août, il y a la marche Saint-Roch, célébrée par la Compagnie des Marcheurs des Turcos, accompagnée des Zouaves de Malonne et de Franière. Cette marche est fondée en 1886 et reconstituée en 1970, ses uniformes sont inspirés de ceux des soldats algériens. Tout les quatre ans, depuis 1971, dans le cadre du 850e anniversaire de l'abbaye, se déroule la grande marche Saint-Roch à laquelle prennent part des compagnies extérieures.

#### Festival
Chaque année en juillet se déroule le festival Esperanzah!. C'est un événement qui mêle musique, engagement social et ambiance festive et qui se passe sur le site de l'abbaye.

## Enseignement
- Séminaire de Floreffe : section maternelle, primaire et secondaire, école de Sovimont, implantation du séminaire.
- Ecole communale de Floreffe, section maternelle, école communale de Franière, section primaire, école communale de Soye, section maternelle et  primaire, école communale de Floriffoux, section maternelle et primaire.

## Sports et vie associative

### Sports

#### Clubs
- Football : RFC Floreffe.

#### Infrastructures sportives
- Centre sportif de Floreffe, rue Emile Romedenne.
- Terrain de football du RFC Floreffe, rue Emile Romedenne.
- Terrain de football de Marlaires.

## Personnalités
- Henry Kistemaeckers (1872-1938), romancier et auteur dramatique.
- Félix Kaisin (1879-1948), géologue et professeur à l'Université Catholique de Louvain.
- Victor Linart (1899-1977), champion cycliste européen est natif de Floreffe[24].
- Joseph Hanse (1902-1992), grammairien de la langue française est né à Floreffe.